# Eulogio Martínez Ramiro
Eulogio Martínez Ramiro   (Asunción, 11 de juny de 1935 - Barcelona, 30 de setembre de 1984) fou un futbolista paraguaià que va adquirir renom internacional a les files del FC Barcelona, on va militar durant sis temporades. Va ser internacional amb la selecció espanyola.

## Trajectòria
La posició natural d'Eulogio Martínez era de davanter centre i destacava per la seva gran tècnica i habilitat amb la pilota als peus i el seu olfacte de gol. Va ser el màxim golejador del Barça durant tres temporades (1956-1957, 1957-1958 i 1959-1960). La seva màxima marca va assolir-la fent set gols en un mateix partit als vuitens de final de la Copa d'Espanya enfront l'Atlètic de Madrid.
L'any 1957, va marcar el primer gol del Barça al Camp Nou contra una selecció de Varsòvia, en la inauguració oficial del camp.
El 1962 va deixar el FC Barcelona i va fitxar per l'Elx CF. Va tancar la seva carrera esportiva a màxim nivell a l'Atlètic de Madrid. Va defensar la samarreta nacional paraguaiana en vuit ocasions. També fou internacional amb Espanya i Catalunya.
Va morir l'any 1984 a conseqüència d'un greu accident automobilístic.

### Trajectòria als Països Catalans
| Temporada | Club         | Títols assolits                       |
| --------- | ------------ | ------------------------------------- |
| 1956-1962 | FC Barcelona | Lliga (2) - Copa (2) - Copa Fires (2) |
| 1962-1964 | Elx CF       |                                       |